# بيير موسكا
بيير موسكا (بالفرنسية: Pierre Mosca)‏ هو مدرب كرة قدم ولاعب كرة قدم فرنسي في مركز الدفاع، ولد في 24 يوليو 1945 في ديمونتي في إيطاليا. لعب مع نادي أرليه أفينيون ونادي موناكو ونادي مونبلييه.

## وصلات خارجية
- بيير موسكا على موقع قاعدة بيانات كرة القدم.إي يو (الإنجليزية)
- بيير موسكا على موقع عالم كرة القدم.نت (الإنجليزية)